# Rito de fertilidad

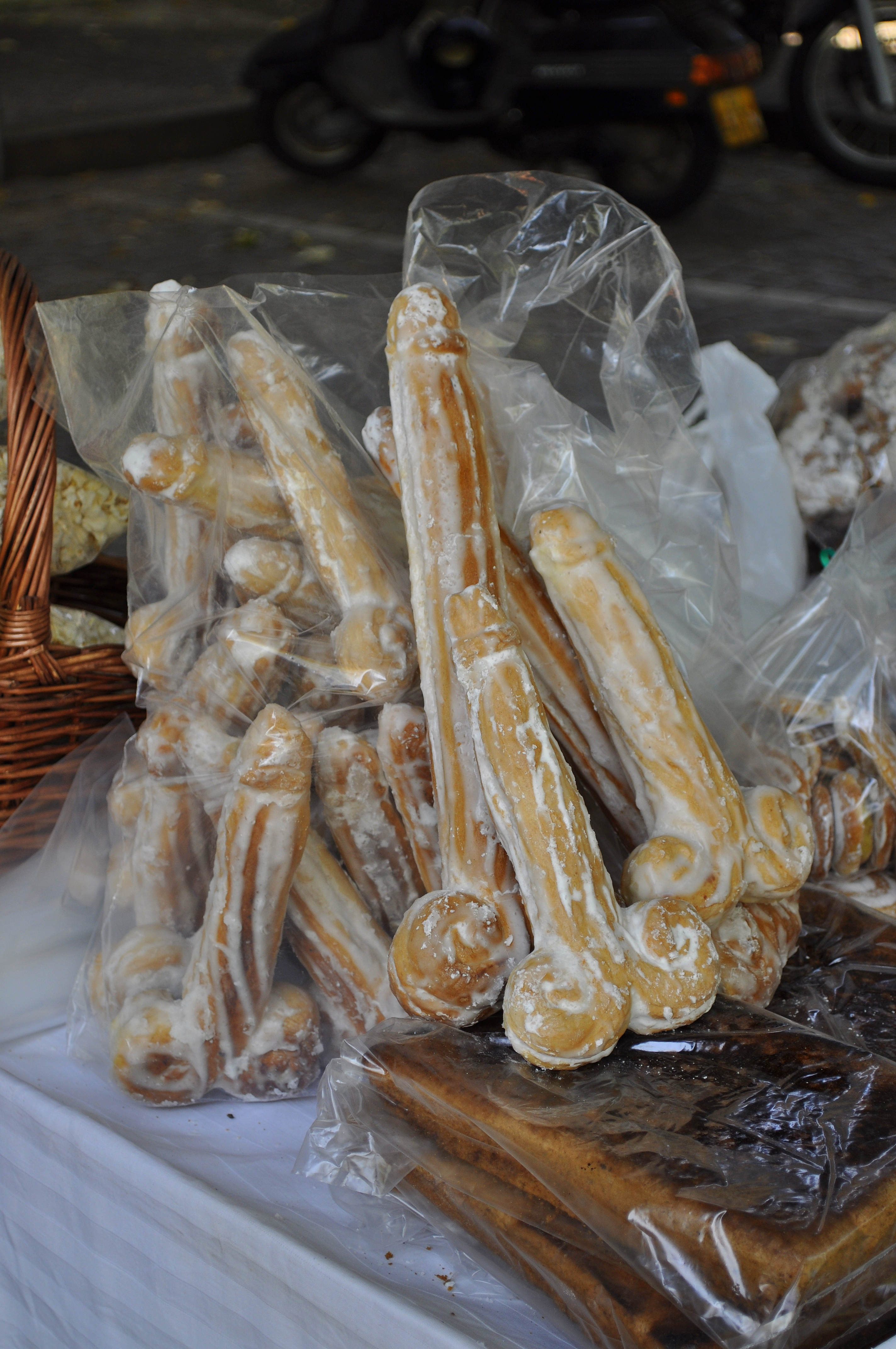
Pasteles de San Gonzalo. Se cree que estos pasteles eróticos de Portugal tienen su origen en ritos de fertilidad celtas.

Los ritos de fertilidad son un tipo de ritual mágico o religioso que representa, real o simbólicamente, actos sexuales u otros elementos del proceso reproductivo: «La sexualidad orgiástica es un componente típico de los ritos dedicados a los varios dioses funcionales que controlan la reproducción, ya sea la de los hombres, los animales salvajes, el ganado o el grano».
También pueden implicar el sacrificio de «un animal primario, que debe ser sacrificado para asegurar la fertilidad o incluso la creación». Asimismo, hay pruebas que apuntan a que «el culto prehistórico a la diosa madre, en forma de ritos de fertilidad, está ligado a los sacrificios humanos».

## Características

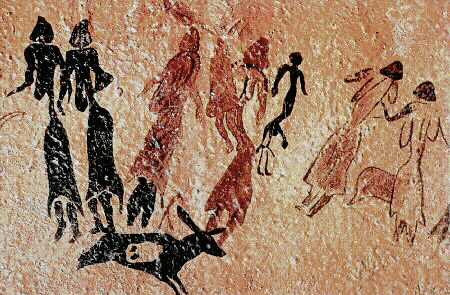
Rito de la Fertilidad en las cuevas prehistóricas de Catalonia en España

«Los ritos de fertilidad pueden darse en ciclos calendáricos, como ritos de paso del ciclo vital [humano], o como rituales ad hoc (...) Comúnmente, los ritos de fertilidad se inscriben en el contexto de una religión de orden mayor u otras instituciones sociales».
Igual que en las pinturas rupestres que «representan animales en el momento de la cópula, y que sirvieron como ritos mágicos de fertilidad», estos rituales son una forma de magia simpática, por la que se pretende influir sobre las fuerzas naturales mediante el ejemplo representado en el ritual. A veces, «las ceremonias para asegurar la fecundidad de la tierra o de un grupo de mujeres incluyen algún tipo de simbolismo fálico».

## Variantes geográficas

### Antigua Grecia
Una figura central en los ritos de fertilidad en la Grecia clásica era Deméter, diosa de fertilidad: «Sus ritos celebraban la sucesión de las estaciones, el misterio del ciclo anual de renacimiento y muerte de las plantas y los frutos». La mayor parte de las festividades femeninas «estaban relacionados de una forma u otra con la función primaria de la mujer como ser eminentemente fértil (lo que la hacía también capaz de afectar a la fertilidad de las cosechas, por simpatía)».
Debido a su relación con la cosecha de la uva, sin embargo, «no es raro ver a Dioniso asociado con Deméter y Perséfone (o Kore) en los misterios eleusinos, pues él también representaba una gran fuerza dadora de vida».

### Fenicia
En la antigua Fenicia se celebraba «un sacrificio especial en la estación de la cosecha para resucitar el espíritu de la vid». Los ritos de fertilidad invernales para revivir el espíritu de las vides incluían «el sacrificio de una cría cocida en la leche de su propia madre», una tradición cananea que la ley mosaica prohibió y condenó formalmente como crueldad.
La muerte de Adonis, entendido como «un espíritu de la vegetación manifestado en las semillas del trigo», se conmemoraba en «el más bello de los festivales fenicios, celebrado inmediatamente después de la cosecha».

### Australia
Durkheim investigó las ceremonias de los aborígenes australianos dedicadas a «asegurar la prosperidad del animal o la especie vegetal que servían como tótem del clan». Tales ceremonias consistían tanto en oblaciones (sacrificios cruentos y no cruentos) como en «movimientos y cánticos cuyo objeto era imitar los diferentes aspectos y actitudes del animal cuya reproducción se quería asegurar».
Durkheim concluyó que «dado que estos ritos, especialmente aquellos que son periódicos [cíclicos], no demandan nada de la naturaleza salvo que siga su curso ordinario, no es sorprendente que, por lo general, pareciesen funcionar».

### Arabia

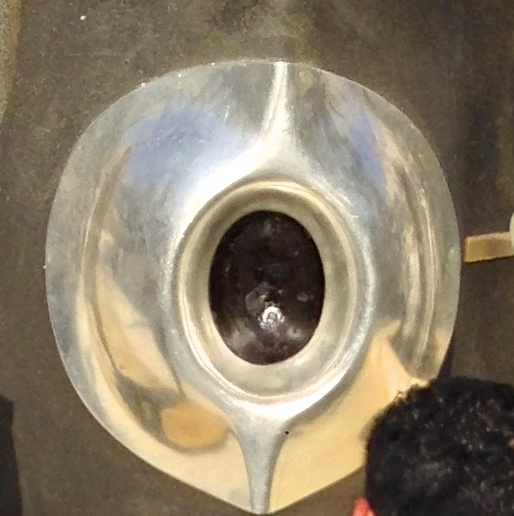
El marco de plata de la Piedra Negra en La Meca.

Según Ibn Ishaq, uno de los primeros biógrafos de Mahoma, la propia Kaaba era anteriormente considerada como una deidad femenina. La circunvalación alrededor de la Kaaba se realizaba a menudo en desnudez, sobre todo por los peregrinos varones, y en menor medida también algunas peregrinas, y su culto estaba asociado a diosas de la fertilidad. Algunos investigadores han apuntado a la similitud entre el marco de plata de la Piedra Negra y la vulva.
Jean Louis Burckhardt escribió sobre el hajj a raíz de su viaje a La Meca en 1813 o 1814, cuando estaba bajo dominio otomano: «A lo largo de todos mis viajes por Oriente, nunca me sentí tan perfectamente a gusto como en La Meca». No obstante, también escribió que «la Kaaba es también escenario de tales indecencias y actos criminales que no podrían pasar desapercibidos para nadie. No solo son practicados con impunidad, sino, podría decirse, casi con publicidad, y a menudo he sentido gran indignación al ser testigo de aberraciones que no movían a los viandantes que las presenciaban más que a la risa o a una leve reprimenda». En la plaza de la mezquita, según Burckhardt, «se podía ver a mujeres de la calle exhibirse y regatear con los peregrinos bajo el pretexto de venderles maíz para las palomas sagradas.» Burckhardt concluye que, en La Meca de aquel tiempo, «la conspicua protección que el gobierno proporciona tanto a hombres como a mujeres del más libertino carácter no hace sino animar a transgredir cotidianamente los principios de la ley islámica. Mentir y romper un juramento han dejado de ser crímenes para ellos. Son perfectamente conscientes de lo escandaloso de estos vicios: todo delyl pontifica sobre la corrupción de las costumbres, pero ninguno hace lo bastante para ser un ejemplo moral, y a la vez que actúan continuamente según principios contrarios a los que dicen profesar, declaran unánimemente que "así es nuestra época", como para justificar el dicho que reza "In el Haram fi belad el Harameyn": "Que las ciudades prohibidas a los infieles están colmadas de cosas prohibidas"».

### Egipto
Edward William Lane describió una curiosa mezcla entre la adoración dirigida a la Kaaba y los ritos matrimoniales en el Egipto de su época: «El novio le quita a la novia toda la ropa salvo la parte de arriba, la sienta sobre un colchón o una cama orientada a La Meca, situándola de modo que la espalda de la novia también quede en dicha dirección, y agarra la parte inferior de su camisa o camisón para extenderla sobre la cama. Después se sitúa a una distancia de algo menos de tres metros ante ella y reza dos rek'ahs, colocando sus manos y su cabeza, al postrarse, sobre la porción de la camisa extendida sobre el regazo de la novia. Tras esto, el novio permanece con ella unos minutos más: habiendo satisfecho su curiosidad respecto a los encantos íntimos de su futura esposa, llama a las otras mujeres, que generalmente esperan ansiosamente a la puerta, y ellas profieren gritos de alegría, o zaghreet, cuyo penetrante sonido informa a todo el vecindario de que el novio está satisfecho con su mujer».